# Leonid Mandelstam
Pour les articles homonymes, voir Mandelstam.
Leonid Issaakovitch Mandelstam (en russe : Леонид Исаакович Мандельштам ; en biélorusse : Леанід Ісаакавіч Мандэльштам), né le 22 avril 1879 (4 mai dans le calendrier grégorien) à Moguilev (Empire russe, aujourd'hui en Biélorussie) et mort le 27 novembre 1944 à Moscou (Union soviétique), est un physicien soviétique. Il est connu pour ses travaux sur la diffusion de la lumière, couronnés par le Prix Staline en 1942.

## Biographie
Fils d'un médecin ashkénaze assimilé, Mandelstam effectua ses études secondaires à l'école secondaire d’Odessa, puis fréquenta la faculté de physique et de mathématiques de l’Université d'Odessa. Renvoyé de cet établissement pour avoir pris part à des révoltes estudiantines, il dut s'expatrier en Allemagne et s'inscrivit cette fois à l'université de Strasbourg, où il passa sa thèse en 1901 sous la direction de Ferdinand Braun. Il travailla sur les oscillateurs électriques et la transmission radio à longue distance. En 1907 il obtenait le titre de privat-docent et en 1913 se voyait offrir le poste de professeur. À la déclaration de guerre en 1914, il retourna en Russie.
Mandelstam est le père de l'une des deux écoles soviétiques de physique fondamentale (l'autre est celle de Lev D. Landau). Ses recherches concernent la mécanique ondulatoire, à la jonction de l’optique et de la mécanique quantique. Dès 1918, Mandelstam avait prédit théoriquement la dissociation en structure fine par diffusion Rayleigh de la lumière dans les ondes thermo-acoustiques. À partir de 1926, L.I. Mandelstam et Grigory Landsberg entreprirent à l’université Lomonossov une série d'expériences sur la diffusion de la lumière dans les cristaux : c’est ainsi que, le 21 février 1928, ils mirent en évidence un phénomène de diffusion non-linéaire, la diffusion Raman, aujourd'hui utilisée en spectroscopie. Mandelstam l'interpréta comme un phénomène de diffusion inélastique de la lumière, qu'il appela diffusion combinée (parce qu'il y voyait une combinaison de fréquences de photons et de vibrations moléculaires). Il présenta ses résultats lors d'un colloque le 27 avril 1928, et publia sur l'expérience et son interprétation théorique plusieurs comptes rendus en russe et en allemand, jusqu’à la rédaction d’un article complet pour le Zeitschrift fur Physik. Mandelstam avait donc fait cette découverte révolutionnaire tout juste une semaine avant les physiciens indiens C. V. Raman et K. S. Krishnan (en), qui cherchaient à mettre en évidence une « composante Compton » dans la diffusion lumineuse à travers les liquides et les gaz ; Raman affirme en effet dans son article que « les raies spectrales de ce nouveau rayonnement ont été observées pour la première fois le 28 février 1928. » Néanmoins, le phénomène est aujourd'hui connu comme l’effet Raman. 
Mandelstam fut le mentor du Prix Nobel de physique Igor Tamm.

## Publication
- (en) L. I. Mandelshtam, I. E. Tamm, « The uncertainty relation between energy and time in nonrelativistic quantum mechanics », J. Phys. (USSR) / Izv. Akad. Nauk SSSR (ser. fiz.), no 9,‎ 1945, p. 249-254 (122-128) (lire en ligne)

## Sources
- (en) Cet article est partiellement ou en totalité issu de l’article de Wikipédia en anglais intitulé « Leonid Isaakovich Mandelstam » (voir la liste des auteurs).
- (ru) Yakov Lvovitch Alpert, Tribut à l'école scientifique de L.I. Mandelstam
- (ru) Sergueï I. Vavilov, Nécrologie de l'académicien L.I. Mandelstam, 1945
- (ru) E.L. Feinberg, « L'ancêtre », Uspekhi Fizicheskikh Nauk,, vol. 172,‎ 2002